# Festival de la Cançó de Turkvisió 2021
El V Festival de la Cançó de Turkvisió 2021 serà la cinquena edición del festival turc, Turkvisió.

## Seu del festival
Es va dir que la seu seria Şuşa. Al desembre de 2020, İslam Bağırov, el director general de la cordinació del festival, va confirmar que la seu d'aquest any será la ciudat de Şuşa, Azerbaidjan. Tot i això, més tard es va anunciar que el festival s'organitzaria a Turquestan, Kazakhstan.

## Països participants
- Kazakhstan[3]
- Nogai[4]
- Romania[5]

## Festival

### Ordre d'actuació
| Núm. | País       | Artista(es) | Cançó | Lloc | Punts |
| ---- | ---------- | ----------- | ----- | ---- | ----- |
|      | Kazakhstan |             |       |      |       |
|      | Nogai      |             |       |      |       |
|      | Romania    |             |       |      |       |

## Altres països i regions
Els següents països i regions ja havien participat en les edicions anteriors i les seves radiodifusores encara no han confirmat la seva particició en aquesta edició:
- Albània
- Alemanya
- República de l'Altai
- Azerbaidjan
- Baixkíria
- Belarús
- Bòsnia i Hercegovina
- Bulgària
- Crimea
- Gagaúsia
- Geòrgia
- Iran
- Iraq
- Kabardino-Balkària i Karatxai-Txerkèssia
- Kémerovo
- Khakàssia
- Kirguizstan
- Kosovo
- Macedònia del Nord
- Moldàvia
- Moscou
- Polònia
- Óblast de Tiumén
- República de Sakhà (Iacútia)
- Sèrbia
- Síria
- Tatarstan
- Turcmans de l'Iraq
- Turkmenistan
- Turquia
- Tuvà
- Ucraïna
- Uigurs Kazakhs
- Uzbekistan
- Xipre del Nord